# Westerheim (Württemberg)

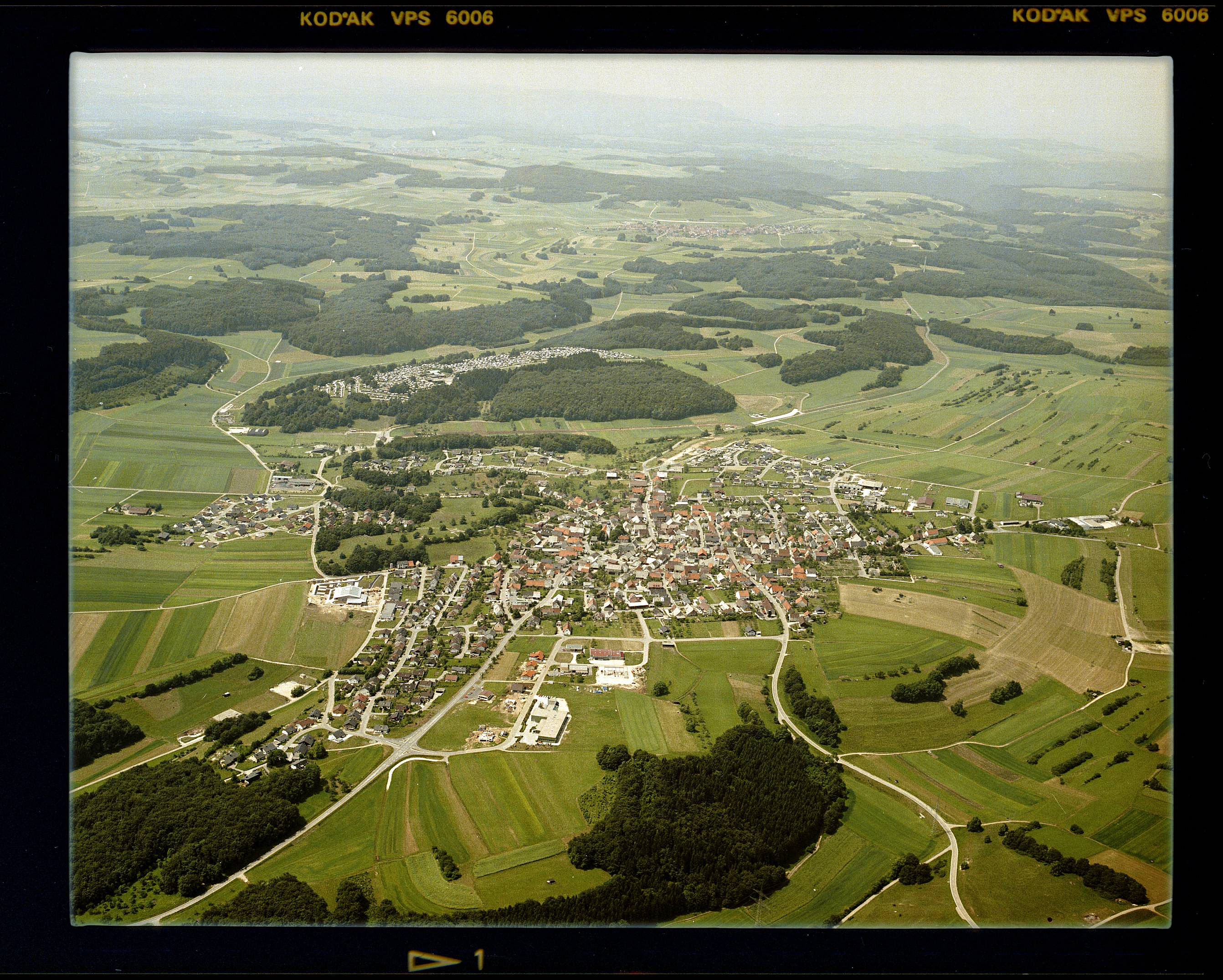
Luftbild von Westerheim (1984)

Westerheim ist eine Gemeinde im Alb-Donau-Kreis in Baden-Württemberg. Westerheim ist mit seiner gesamten Gemarkung Teil des Biosphärengebiets Schwäbische Alb und des UNESCO Geoparks Schwäbische Alb.

## Geographie

### Geographische Lage
Der Luftkurort Westerheim liegt auf der Schwäbischen Alb rund 30 Kilometer nordwestlich von Ulm. Westerheim liegt im nordwestlichen Zipfel des Alb-Donau-Kreises und ist die höchstgelegene Gemeinde des Landkreises.

### Nachbargemeinden
Die Gemeinde grenzt im Norden an die Stadt Wiesensteig und im Osten an Hohenstadt, beide im Landkreis Göppingen, im Süden an die Stadt Laichingen sowie im Westen an Römerstein im Landkreis Reutlingen.

### Schutzgebiete
Der Großteil der Gemarkung wurde als Landschaftsschutzgebiet Westerheim ausgewiesen. Westlich der Ortschaft liegt ein Teilgebiet des FFH-Gebiets Kuppenalb bei Laichingen und Lonetal. Die Gemeinde liegt im Biosphärengebiet Schwäbische Alb, auf dem Gemeindegebiet befindet sich aber keine Kernzone.

## Geschichte

### Überblick
Im Jahre 861 wurde Westerheim erstmals nachweislich im Stiftungsbrief des Klosters Wiesensteig erwähnt.
Von 1555 bis 1567 führten die Grafen von Helfenstein vorübergehend die Reformation in Westerheim ein. Danach wurde Westerheim wieder katholisch; die katholische Konfession überwiegt dort heute noch.
Während des Dreißigjährigen Kriegs wurde Westerheim stark zerstört. Nach dem Aussterben der Grafen von Helfenstein kam der Ort mit der Herrschaft Wiesensteig zu zwei Dritteln und 1752 ganz an das Kurfürstentum Bayern. 1806 fiel Westerheim an das Königreich Württemberg, dessen Regierung den Ort zunächst dem Oberamt Wiesensteig und 1810 dem Oberamt Geislingen unterstellte. 1938 kam Westerheim durch die württembergische Gebietsreform während der NS-Zeit zum Landkreis Münsingen. In den letzten Kriegswochen des Zweiten Weltkriegs brannte die Hälfte Westerheims in Folge von Kampfhandlungen nieder. 1945 wurde Rottenacker Teil der Französischen Besatzungszone und kam somit zum Nachkriegsland Württemberg-Hohenzollern, welches 1952 im Land Baden-Württemberg aufging. Seit der 1973 erfolgten Kreisreform gehört Westerheim zum neu gebildeten Alb-Donau-Kreis.
2007 gründeten Einwohner aus Westerheim den der Reichsbürgerbewegung zuzurechnenden Pseudostaat Germanitien.

### Abgegangener Ort Waldstetten
Bei Westerheim lag eine Wüstung Waldstetten, unter anderem bezeugt im Lagerbuch des Klosters Blaubeuren 1457.

### Religionen

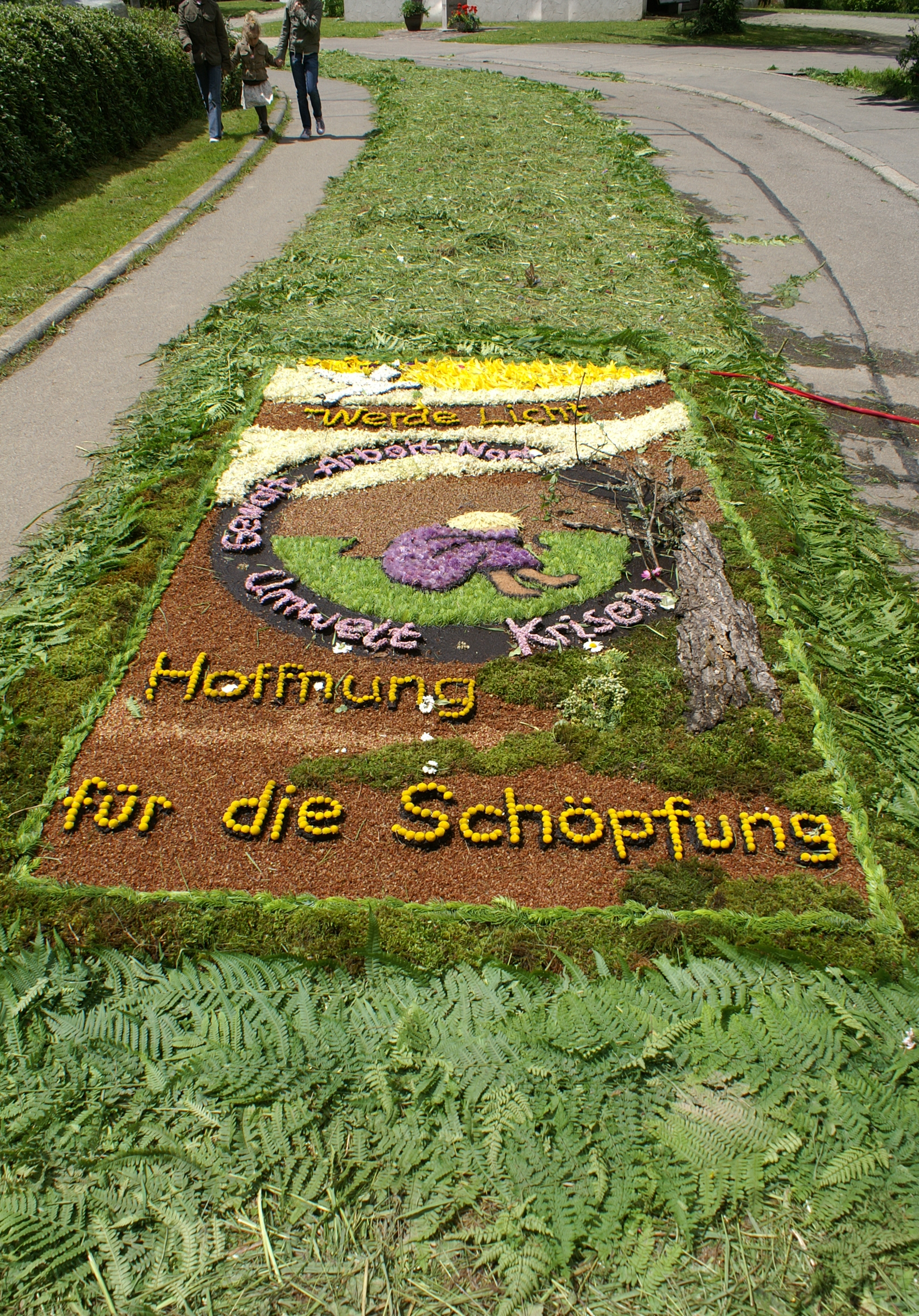
Fronleichnam-Blumenteppich in Westerheim.

Die katholische Kirche Sankt Stephanus in Westerheim wurde in der Stiftungsurkunde für das Kloster Wiesensteig bereits 861 n. Chr. genannt. Nach der Reformation blieb der Ort trotz Versuchen der Reichsstadt Ulm, auch die Gebiete der Grafen von Helfenstein zum evangelischen Ritus zu bringen, weiterhin katholisch. Den Ausschlag dafür gab der Besuch des Gegenreformators Petrus Canisius in Wiesensteig, der den Grafen Ulrich von Helfenstein überzeugte, zum katholischen Glauben zurückzukehren. Die alte katholische Pfarrkirche Sankt Stephanus aus dem Jahr 1787 wurde 1975 durch die neue katholische Pfarrkirche Christkönig ersetzt. Die Gemeinde gehört zu einer Seelsorgeeinheit des Dekanats Ehingen-Ulm.
Evangelische Bewohner zogen erst nach dem Zweiten Weltkrieg zu. Sie wurden zunächst der Kirchengemeinde Wiesensteig im Kirchenbezirk Geislingen an der Steige zugeordnet. Durch Bekanntmachung des Oberkirchenrats vom 21. Juli 1952 wurden sie in die Kirchengemeinde Donnstetten umgegliedert, die sich zu der Zeit im Kirchenbezirk Bad Urach befand. Ein eigenes evangelisches Gemeindezentrum entstand 2001 und mit Wirkung vom 1. August 2001 wurde die Kirchengemeinde Donnstetten in Kirchengemeinde Donnstetten-Westerheim umbenannt. Sie befindet sich seit dem 1. Dezember 2013 im Kirchenbezirk Bad Urach-Münsingen der Württembergischen Landeskirche.

## Politik

### Verwaltungsverband
Die Gemeinde gehört dem Gemeindeverwaltungsverband Laichinger Alb an.

### Gemeinderat
Der Gemeinderat in Westerheim hat 12 Mitglieder. Der Gemeinderat besteht aus den gewählten ehrenamtlichen Gemeinderäten und dem Bürgermeister als Vorsitzendem. Der Bürgermeister ist im Gemeinderat stimmberechtigt.
Die Kommunalwahl am 9. Juni 2024 führte zu folgendem amtlichen Endergebnis:
| Parteien und Wählergemeinschaften | Parteien und Wählergemeinschaften           | % 2024 | Sitze 2024 | % 2019 | Sitze 2019 | Kommunalwahl 2024 %6050403020100 56,4 %n. k. %43,6 %n. k. % UBLABCDUWfWGewinne und Verlusteim Vergleich zu 2019 %p 20 18 16 14 12 10 8 6 4 2 0 −2 −4 −6 −8−10−12−14−16−18−20+18,2 %p−19,9 %p+15,7 %p−14 %pUBLABCDUWfW |
| UBL                               | Unabhängige Bürgerliste Westerheim          | 56,4   | 7          | 38,2   | 5          | Kommunalwahl 2024 %6050403020100 56,4 %n. k. %43,6 %n. k. % UBLABCDUWfWGewinne und Verlusteim Vergleich zu 2019 %p 20 18 16 14 12 10 8 6 4 2 0 −2 −4 −6 −8−10−12−14−16−18−20+18,2 %p−19,9 %p+15,7 %p−14 %pUBLABCDUWfW |
| CDU                               | Christlich Demokratische Union Deutschlands | 43,6   | 5          | 27,9   | 3          | Kommunalwahl 2024 %6050403020100 56,4 %n. k. %43,6 %n. k. % UBLABCDUWfWGewinne und Verlusteim Vergleich zu 2019 %p 20 18 16 14 12 10 8 6 4 2 0 −2 −4 −6 −8−10−12−14−16−18−20+18,2 %p−19,9 %p+15,7 %p−14 %pUBLABCDUWfW |
| AB                                | Aktive Bürger – neue demokratische Liste    | –      | –          | 19,9   | 2          | Kommunalwahl 2024 %6050403020100 56,4 %n. k. %43,6 %n. k. % UBLABCDUWfWGewinne und Verlusteim Vergleich zu 2019 %p 20 18 16 14 12 10 8 6 4 2 0 −2 −4 −6 −8−10−12−14−16−18−20+18,2 %p−19,9 %p+15,7 %p−14 %pUBLABCDUWfW |
| WfW                               | Wir für Westerheim                          | –      | –          | 14,0   | 2          | Kommunalwahl 2024 %6050403020100 56,4 %n. k. %43,6 %n. k. % UBLABCDUWfWGewinne und Verlusteim Vergleich zu 2019 %p 20 18 16 14 12 10 8 6 4 2 0 −2 −4 −6 −8−10−12−14−16−18−20+18,2 %p−19,9 %p+15,7 %p−14 %pUBLABCDUWfW |
| gesamt                            | gesamt                                      | 100,0  | 12         | 100,0  | 12         | Kommunalwahl 2024 %6050403020100 56,4 %n. k. %43,6 %n. k. % UBLABCDUWfWGewinne und Verlusteim Vergleich zu 2019 %p 20 18 16 14 12 10 8 6 4 2 0 −2 −4 −6 −8−10−12−14−16−18−20+18,2 %p−19,9 %p+15,7 %p−14 %pUBLABCDUWfW |
| Wahlbeteiligung                   | Wahlbeteiligung                             | 71,7 % | 71,7 %     | 68,6 % | 68,6 %     | Kommunalwahl 2024 %6050403020100 56,4 %n. k. %43,6 %n. k. % UBLABCDUWfWGewinne und Verlusteim Vergleich zu 2019 %p 20 18 16 14 12 10 8 6 4 2 0 −2 −4 −6 −8−10−12−14−16−18−20+18,2 %p−19,9 %p+15,7 %p−14 %pUBLABCDUWfW |

### Bürgermeister
Im Oktober 2002 wurde Hartmut Walz zum neuen Bürgermeister gewählt, im September 2010 wurde er im Amt bestätigt, und im Jahr 2018 wurde er ein weiteres Mal im Amt bestätigt.

### Gemeindepartnerschaften
Eine Gemeindepartnerschaft verbindet Westerheim mit der gleichnamigen Gemeinde Westerheim im bayerischen Regierungsbezirk Schwaben.

## Kultur und Sehenswürdigkeiten

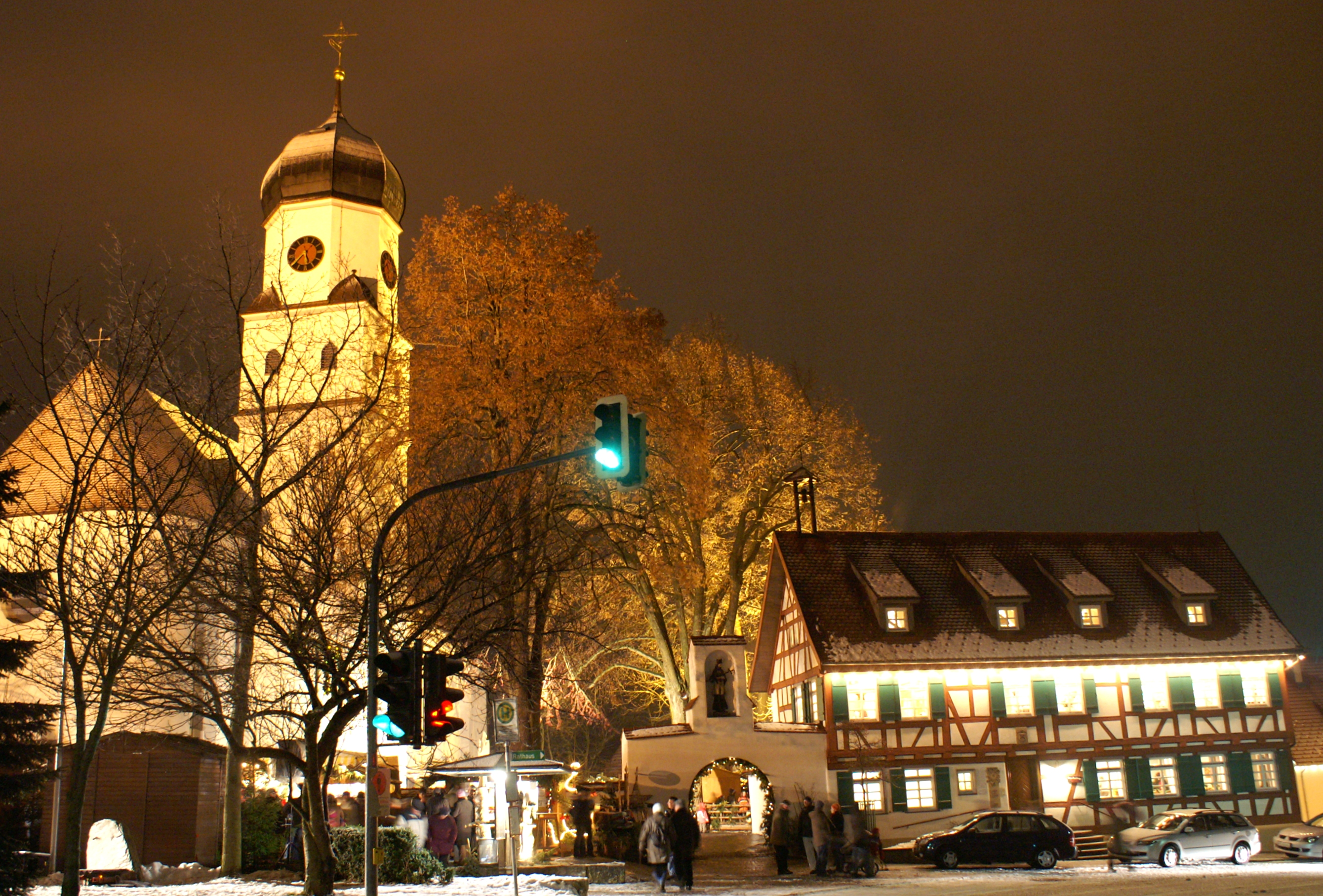
Weihnachtsmarkt auf dem Rathausplatz mit der St.-Stephanus-Kirche und dem Haus des Gastes

### Bauwerke
- Die St.-Stephanus-Kirche wurde 1787/88 anstelle einer Vorgängerkirche von Anfang des 14. Jahrhunderts erbaut. Sie verfügt über einen Hochaltar im Barockstil. Sie wurde von der Denkmalstiftung Baden-Württemberg zum „Denkmal des Monats Januar 2011“ ernannt.

### Naturdenkmäler

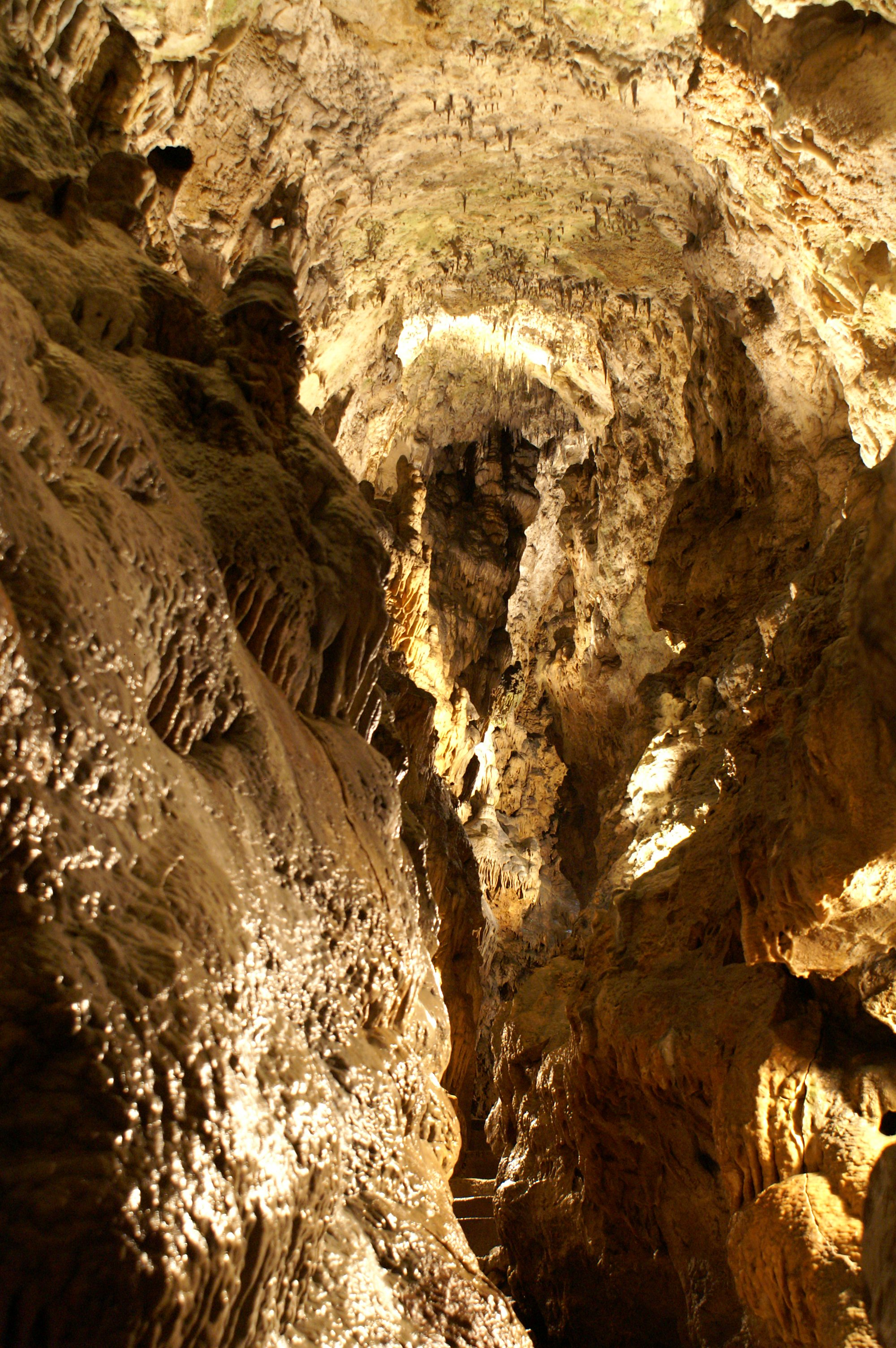
Schertelshöhle

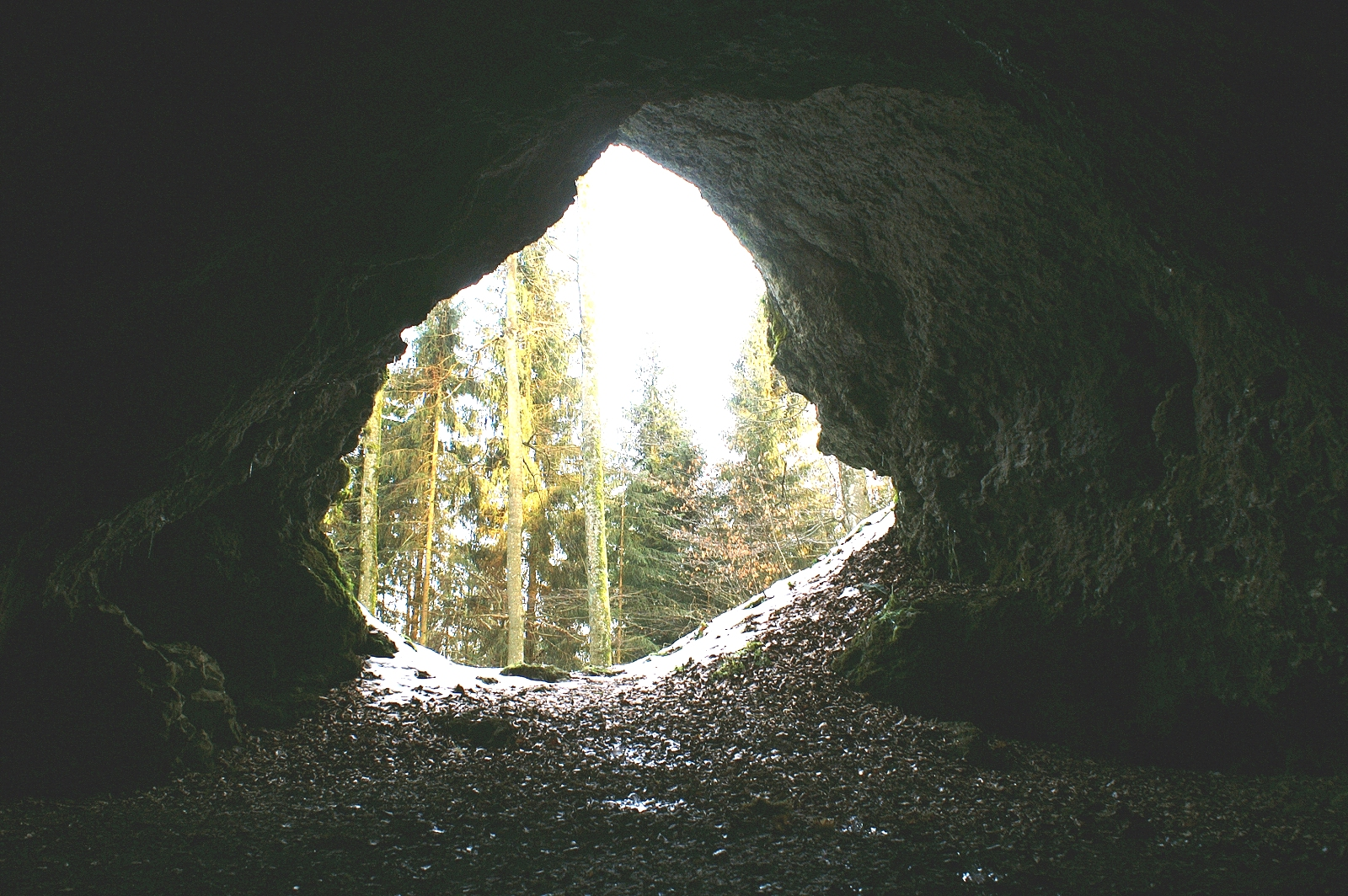
Die gewölbte Eingangshalle im „Steinernen Haus“

- Die Schertelshöhle ist eine 212 m lange Tropfsteinhöhle. Sie ist eine der schönsten Schauhöhlen der Schwäbischen Alb, beleuchtet und kann von Mai bis Oktober täglich besichtigt werden. Sie ist seit September 2016 als bedeutendes Geotop und Geopoint des UNESCO Geopark Schwäbische Alb ausgezeichnet.
- Das Steinerne Haus ist eine 55 Meter lange Höhle mit einer 8 Meter hohen Halle im Eingangsbereich, in dem sich im Winter hunderte große Eiszapfen bilden, die oft erst im Frühjahr schmelzen. Das Steinerne Haus liegt nur wenige hundert Meter von der Schertelshöhle entfernt am gegenüberliegenden Talhang und bequem über einen Wanderweg oder – schneller – über zahlreiche Stufen den Hang hinunter und auf der anderen Seite des Tals wieder ein kurzes Stück nach oben erreichbar. Der Höhleneingang des unbeleuchteten Steinernen Hauses ist durch die eingestürzte Decke und frei zugänglich. Von der Halle aus geht es rechts zu einem Wurmfortsatz, der im Winter zum Schutz überwinternder Tiere geschlossen ist. Das Steinerne Haus ist seit September 2016 als bedeutendes Geotop und Geopoint des UNESCO Geopark Schwäbische Alb ausgezeichnet.

## Wirtschaft und Infrastruktur

### Verkehr

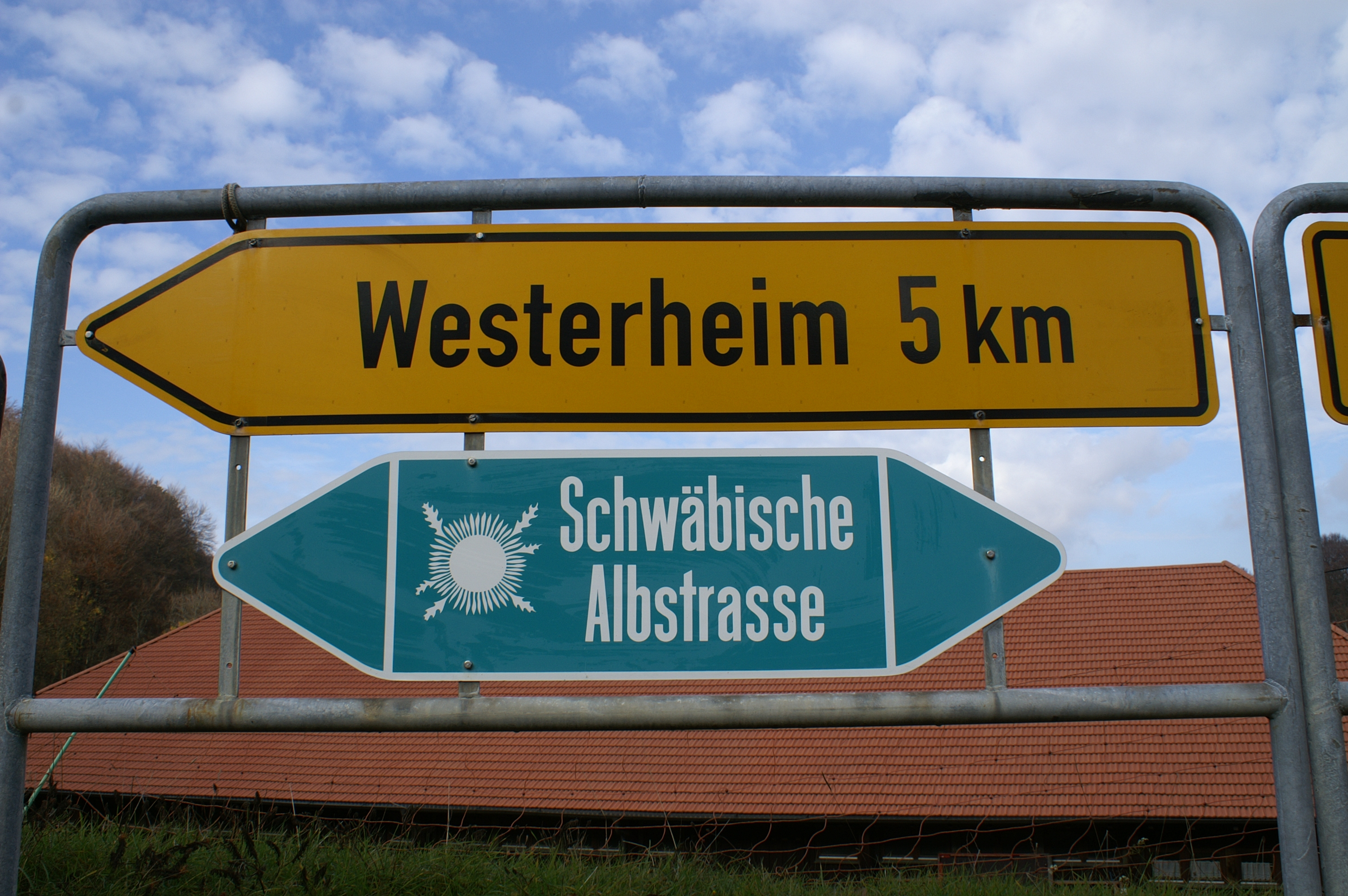
Die Schwäbische Albstraße als Ferienstraße auf ihrem Weg von Wiesensteig über Westerheim nach Donnstetten

Westerheim liegt an der Landesstraße 252, die Schwäbische Albstraße als Ferienstraße führt durch den Ort.
Im Rahmen der am 11. Dezember 2022 eröffneten Schnellfahrstrecke Wendlingen–Ulm ging auch der Bahnhof Merklingen – Schwäbische Alb in Betrieb, an dessen Kosten sich Westerheim finanziell beteiligte.
Der frühere Landes-Radfernweg Alb-Neckar-Radweg wurde durch den Württemberger Tälerradweg abgelöst. Er führt von Crailsheim über Aalen und Heidenheim nach Ulm und von dort über Blaubeuren und Laichingen nach Westerheim. Weiter verläuft er nach Römerstein (Ortsteile Donnstetten und Böhringen) und schließlich über Göppingen nach Schwäbisch Gmünd. Der Albtäler-Radweg führt auf derselben Trasse als Landes-Radfernweg durch die Gemeinde; es handelt sich um einen Rundkurs zwischen Römerstein und Giengen an der Brenz. Er verläuft von Wiesensteig an Donnstetten vorbei nach Westerheim und weiter über Laichingen, Merklingen und Nellingen nach Amstetten.
Von Westen nach Osten durchläuft der Schwäbische-Alb-Oberschwaben-Weg als Hauptwanderweg 7 die Gemeinde Westerheim. Dieser Fernwanderweg führt vom Remstal zum Bodensee und wird vom Schwäbischen Albverein betreut.

### Bildung
Westerheim verfügt über eine eigene  Grundschule, die Schule am Sellenberg, und eine Außenstelle der Werkrealschule Heroldstatt mit den Klassen 5 bis 7.

## Persönlichkeiten
- Daniel Bohnacker (* 1990), Skisportler, wuchs in Westerheim auf
- Marius Fischer (* 1993), Filmemacher, wuchs in Westerheim auf

## Tourismus
Westerheim besitzt verschiedenste Freizeiteinrichtungen für Touristen und Besucher, sie verfügen über ein Alb-Bad mit einer Liegewiese, Sauna und ein Bistro. wie auch eine Alb-Halle mit Kegelbahnen; Inliner Bahn, Spielgelände und Tennisplatz. Dazu kommt eine Sommerbobbahn mit Tierpark.
Auch örtliche Rad- und Wanderwege sind angelegt und markiert.
Im Winter gibt es die Möglichkeit, vier Skilifte zu nutzen; zugleich wird ein gepflegtes Loipennetz für Skilanglauf vorgehalten.